# Monument funerar în memoria consătenilor căzuți pe câmpul de luptă de lângă sat (Cornova)
Monumentul funerar în memoria consătenilor căzuți pe câmpul de luptă de lângă sat este un monument amplasat în Cornova, raionul Ungheni, Republica Moldova. Este un monument istoric de importanță națională inclus în Registrul monumentelor Republicii Moldova ocrotite de stat cu nr. 1616 (raionul Ungheni).